# John Bentley
John Bentley (2 de diciembre de 1916-13 de agosto de 2009) fue un actor cinematográfico y televisivo de nacionalidad británica, conocido en los años 1970 por su papel de Hugh Mortimer, el nuevo marido de Meg Richardson en la serie televisiva Crossroads. También protagonizó la serie de aventuras en la jungla African Patrol (1957), en la que interpretaba al inspector jefe Paul Derek.

## Biografía
Nacido en Birmingham, Inglaterra, Bentley fue criado por su madre tras fallecer su padre, un comerciante de muebles, cuando él era pequeño. 
Según sus propias palabras, él llegó a la actuación por casualidad. Acudió a una prueba radiofónica que el show de Martyn C. Webster ofrecía a sus oyentes. Tras cantar en la prueba, consiguió trabajo en un show musical radiofónico con la BBC Midland Orchestra and Chorus, participando más adelante en programas dramáticos emitidos también por la radio. 
Él trabajó como locutor para Radio Luxembourg a finales de los años 1930, y en 1940 debutó en el circuito de Teatros del West End de Londres con el show de variedades New Faces, representado en el Comedy Theatre con Judy Campbell y Charles Hawtrey.
Finalizada la Segunda Guerra Mundial empezó su carrera en el cine encarnando a Terry O'Keefe en el musical romántico de bajo presupuesto The Hills of Donegal (1947). El film fue producido en los Walton Studios en Walton-on-Thames y financiado por Butcher's Film Service. Bentley rodó otros filmes del mismo tipo con Butcher, la mayoría rodados en menos de una semana. Tres se basaban en el personaje ideado por Francis Durbridge, el detective “Paul Temple” (Calling Paul Temple en 1948, Paul Temple's Triumph en 1950, y Paul Temple Returns en 1952), estrenados al mismo tiempo como una popular serie radiofónica. De modo similar, Salute the Toff y Hammer the Toff fueron producidos en 1952, interpretando Bentley al detective Richard Rollison.
En 1950 hizo un papel de reparto, el del profesor Richard Tassell, en la comedia The Happiest Days of Your Life, trabajando junto a Alistair Sim, Margaret Rutherford y Joyce Grenfell.
Tras muchas otras cintas de serie B en los años 1950, hizo unas pocas actuaciones en Hollywood – como detective de policía en Istanbul (1957, última película de Errol Flynn), y como oficial naval en Submarine Seahawk (1958). Sin embargo, odiaba el ambiente de Hollywood, diciendo que la gente le juzgaba por lo que ganaba, y no por su habilidad, por lo que decidió volver al Reino Unido, obteniendo el papel principal, el del Inspector Paul Derek, en la serie televisiva African Patrol, rodada enteramente en Kenia. La serie tuvo treinta y nueve episodios emitidos por ITV en 1958-59.
En 1961 actuó con Dirk Bogarde y John Mills en The Singer Not the Song, y fue Mike Andrews en su última película, el thriller The Fur Collar (1962).
A finales de los años 1960, también en la siguiente década, Bentley interpretó en la serie televisiva Crossroads a Hugh Mortimer, tercer marido de Meg Richardson, personaje que encarnaba Noele Gordon. Bentley había coincidido, como cantante invitado, con Gordon en el programa televisivo Lunch Box en los años 1950. Lunch Box estaba producido por Reg Watson, que formaba parte del equipo productor de Crossroads. La boda de Hugh con Meg dio a Crossroads una de sus mayores audiencias, siendo la boda televisiva del año en 1975. 18 millones de espectadores vieron el episodio, y miles estuvieron en las calles de Birmingham cuando se rodó la ceremonia en la Catedral de la ciudad. La pareja tuvo como chófer al comediante Larry Grayson. 
Finalizada su etapa en Crossroads, Bentley volvió al teatro, haciendo el papel protagonista del profesor de literatura en la representación itinerante de Educating Rita pero, a principios de los años 1990, hubo de retirarse como consecuencia de la artritis que sufría en un tobillo como consecuencia de una fractura previa.
Bentley se casó dos veces. Tuvo un hijo, Roger, como fruto de su primer matrimonio, con Joyce Barrett, con la que se había casado en 1946. En 1955 se divorció, casándose en 2003 con su segunda esposa, Patricia. Vivían en Petworth, Inglaterra, donde ella poseía una peluquería. El actor falleció en dicha población en 2009, a los 92 años de edad.

## Selección de su filmografía
- The Hills of Donegal (1947)
- Calling Paul Temple (1948)
- Bait (1950)
- Torment (1950)
- The Happiest Days of Your Life (1950)
- Paul Temple's Triumph (1950)
- She Shall Have Murder (1950)
- Salute the Toff (1952)
- The Woman's Angle (1952)
- Hammer the Toff (1952)
- The Lost Hours (1952)
- Paul Temple Returns (1952)
- Tread Softly (1952)
- Black Orchid (1953)
- The Scarlet Spear (1954)
- Final Appointment (1954)
- Count of Twelve (1955)
- Confession (1955)
- Stolen Assignment (1955)
- The Flaw (1955)
- Dial 999 (1955)
- Istanbul (1957)
- Submarine Seahawk (1958)
- Sacred Waters (1960)
- The Sinister Man (1961)
- The Singer Not the Song (1961)
- Mary Had a Little... (1961)
- The Fur Collar (1962)